# Orchestre symphonique de Wuppertal
L'Orchestre symphonique de Wuppertal (en allemand : Sinfonieorchester Wuppertal) est un orchestre symphonique allemand fondé en 1862, basé à Wuppertal.

## Historique
L'orchestre, qui porte à l'origine le nom d'Elberfelder Kapelle, est fondé en 1862,.
En 1886, il devient Städtische Orchester, avant de fusionner avec le Städtische Orchester de Barmen en 1919 et de connaître alors l'effectif d'un orchestre symphonique.
Au XXIe siècle, Toshiyuki Kamioka puis, à partir de 2016, Julia Jones, se succèdent au poste de directeur général de la musique de la formation.
En 2020, Patrick Hahn (en) est nommé à la tête de l'orchestre à compter de la saison 2021-2022.

## Directeurs musicaux
Comme directeurs musicaux de l'orchestre se sont succédé, :
- Richard Schulz (1862-1865) ;
- Willy Gutkind (1865-1883) ;
- Julius Buths (1883-1901) ;
- Hans Haym (1901-) ;
- Otto Klemperer (1913-1914) ;
- Erich Kleiber (1919-1921) ;
- Hermann von Schmeidel (de) (1921-1924) ;
- Franz von Hoesslin (premier directeur général de la musique de l'histoire de l'orchestre, 1926-1932) ;
- Hellmut Schnackenburg (en) (1932-1937) ;
- Fritz Lehmann (1938-1946) ;
- Hans Weisbach (en) (1947-1955) ;
- Hans-Georg Ratjen (1955-1959) ;
- Martin Stephani (en) (1959-1963) ;
- Hanns-Martin Schneidt (en) (1963-1986) ;
- Peter Gülke (1986-1996) ;
- Stefan Klieme (1996-1998) ;
- George Hanson (de) (1998-2004) ;
- Toshiyuki Kamioka (2004-2016) ;
- Julia Jones (2016-2021) ;
- Patrick Hahn (en) (depuis 2021).

## Créations
L'Orchestre symphonique de Wuppertal est le créateur d'œuvres de Dieter Acker (Texturae I, 1972 ; Texturae II, 1974 ; Tiraden II, 1976), Wolfgang Fortner (Suite für Orchester, 1930), Fritz Christian Gerhard (de) (Sinfonische Konzert, 1962 ; Symphonie no 1, 1976 ; Symphonie no 3, 1981), Konrad Hupfer (Modulation für Orchester, 1976), Wilhelm Killmayer (Nachtgedanken, 1974), Allan Pettersson (Symphonie no 17, 1993), Reinhard Schwarz-Schilling (Symphonie en ut, 1964), H. Johannes Wallmann (en) (Axial, 1988) et Gerhard Wimberger (en) (Motus, 1978), notamment.